# معهد باتيل التذكاري

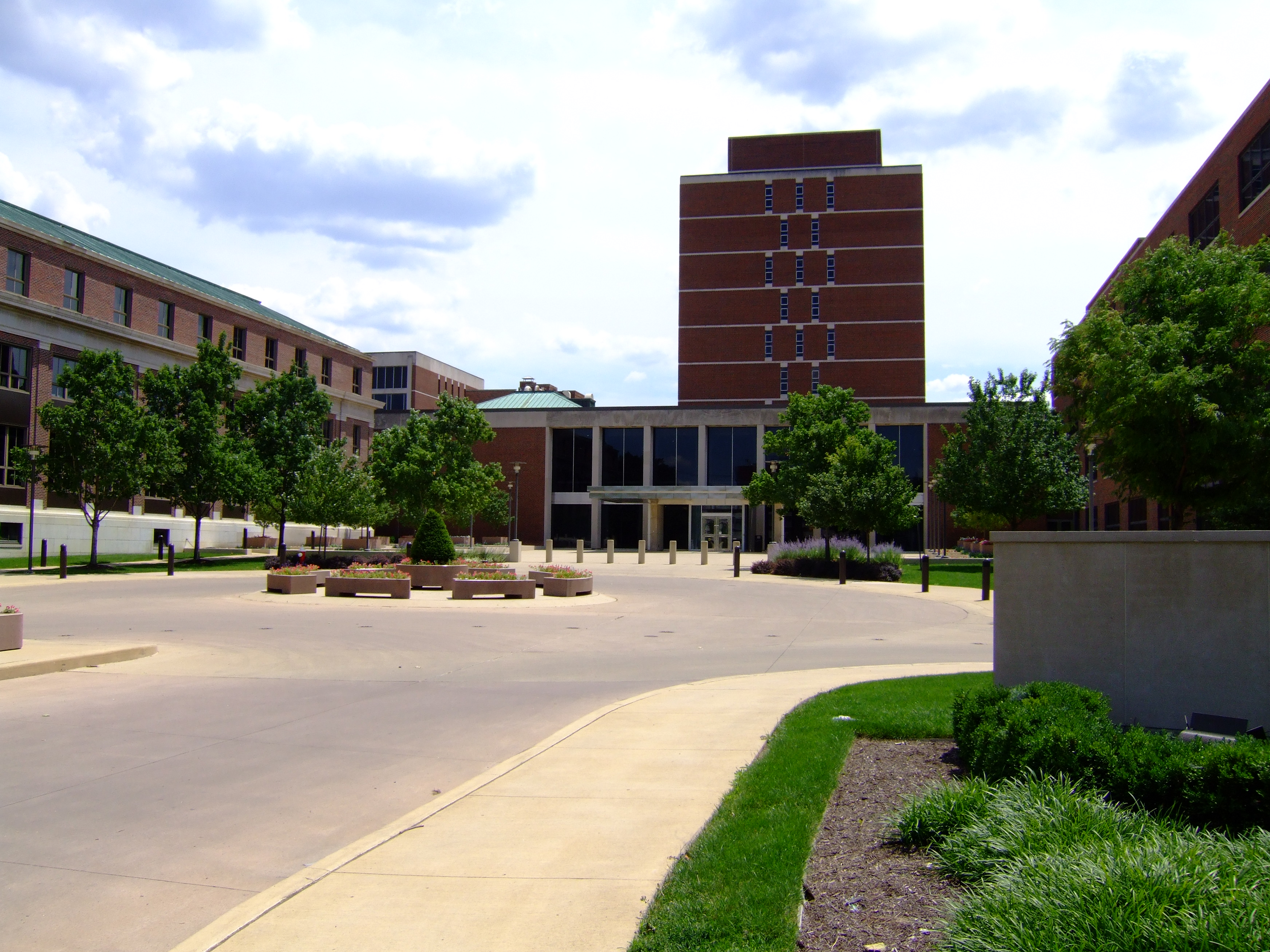
المقر الرئيسي في مدينة كولومبوس

معهد باتيل التذكاري (بالإنجليزية: Battelle Memorial Institute)‏ هي مؤسسة خاصة غير ربحية تعمل في مجال تطوير العلوم والتكنولوجيا، يقع مقرها الرئيسي في مدينة كولومبوس في ولاية أوهايو.